# Zoran Varvodić
Zoran Varvodič, hrvaški nogometaš, 26. december 1963, Split, Jugoslavija.
Igral je za Olimpijo Ljubljana.